# Ösztrosokk
Az Ösztrosokk 2003 áprilisában indult, havi rendszerességű budapesti zenés, táncos rendezvénysorozat leszbikusok számára. Célja, hogy a leszbikus közösség tagjai számára lehetőség legyen biztonságos térben ismerkedni, kikapcsolódni, szórakozni és táncolni. Ennek megfelelően az Ösztrosokk rendezvényeire férfiakat nem engednek be.
Az rendezvénysorozat szervezői Antal Júlia és Nagy Szilvia. Az „Ösztrosokk” 2008 óta bejegyzett védjegy, melynek Antal Júlia a tulajdonosa.
Első helyszíne a Sokk Café volt, majd 2003 szeptemberétől A Tűzoltó utcai Jailhouse klub. Kezdetben 30-40 résztvevő volt egy-egy bulin, pár év alatt ez a létszám kb. 300 főre nőtt. Egyik helyszíne a G3 Klub, a Király utcában. Utóbbiban 3 teremben bulizhat a közönség, a nagyteremben club dance-, a kisteremben retro slágerek, a stúdióban pedig karaoke. Helyszínei gyakran változnak.
A havi rendszerességgel látogatható esemény az LMBTQ fesztiválok programjai közt is megtalálható, pl. a Budapest Pride fesztivállal közösen szervezett Women's Pride minden évben fergeteges buli. A szintén leszbikus nőket megcélzó Women on Women (WOW) partysorozat 2013-ban indult. Ennek ellenére az Ösztrosokk népszerűsége közel változatlan maradt.